# Кленце
Кленце (њем. Clenze) општина је у њемачкој савезној држави Доња Саксонија. Једно је од 27 општинских средишта округа Лихов-Даненберг. Према процјени из 2010. у општини је живјело 2.256 становника. Посједује регионалну шифру (AGS) 3354002.

## Географски и демографски подаци
Кленце се налази у савезној држави Доња Саксонија у округу Лихов-Даненберг. Општина се налази на надморској висини од 25 метара. Површина општине износи 71,8 km². У самом мјесту је, према процјени из 2010. године, живјело 2.256 становника. Просјечна густина становништва износи 31 становника/km².